# 洛匈稜鏡

洛匈稜鏡

洛匈稜鏡（英語：Rochon prism）是一種偏振器。它由雙折射材料，例如方解石製成的兩個稜鏡粘合在一起。
洛匈稜鏡是由亞曆克西斯·瑪麗·德·洛匈發明，並以他的名字命名。它在許多方面類似於沃拉斯頓稜鏡，但有一條光線（普通光線）穿過棱鏡時沒有偏轉。塞納蒙特稜鏡與它相似，但透射的S偏振光沒有偏轉。在洛匈稜鏡稜鏡和塞納蒙特稜鏡中，未偏轉的光線在介面兩側都是普通的。洛匈稜鏡在市場上可以買到，但在許多應用中，其它偏振器才是首選。

## 外部連結
- An article by CVI (optics manufacturer) about different types of polariser